# アドクス・コハク
アドクス・コハク（学名: Adocus kohaku）は、岩手県久慈市の久慈層群玉川層から産出され、後期白亜紀（約9000万年前）に生息していたアドクス属の一種。一般的なアドクス属と比べ、特殊化や大型化が進んだ種として新種と判断された。
平山は2021年4月に盛岡市で開いた会見で、「今回の発見で東アジアがカメ類の進化や多様化において重要な地域であったことが明らかになった」と指摘した。

## 発見と語源
アドクス・コハクの化石は2008年4月、久慈琥珀博物館の館内にある琥珀採掘体験場で、久慈層群玉川層という地層から発掘された。早稲田大学の平山廉に分析が依頼された。
種小名であるコハク（kohaku）は、久慈市の特産品の琥珀にちなみ「コハク」と名付けられ、2021年に国際学術誌に論文が掲載された。また、「東北地方から報告された初めての新種のカメ類」だった。

## 特徴

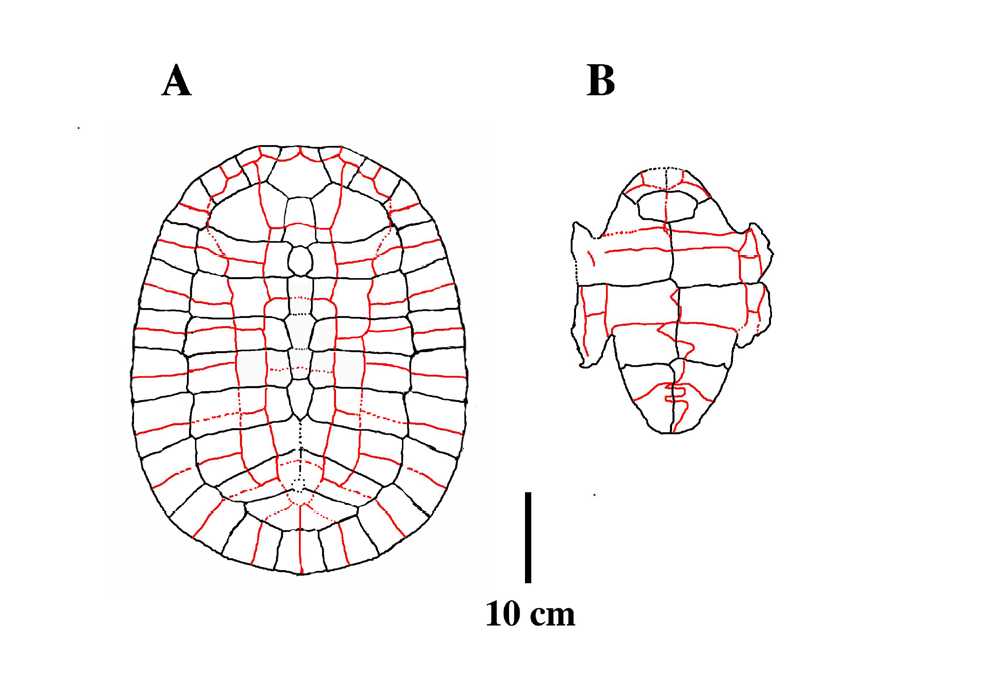
甲羅の復元図

本種は約4000万年前に絶滅したとみられるカメ類のアドクス属の一種である。長さ約50センチメートルある甲羅がほぼ完全な形で発掘され、当時生息していたときには全長約70センチメートルに達したと推定される。
アドクス属の化石は主にアジアや北アメリカで発見されているが、本種の化石はこれまで発見されたものと比べ約2倍とアジア最大級であった。そのうえ甲羅の「縁鱗」が大きく、他の化石では首の付け根にある「頚鱗」が存在しないことから新種と判断された。また、変温動物であるカメが大型化していることから、後期白亜紀の東北地方の気候は、現在の東南アジアのような熱帯だったと考えられる。